# 初山滋

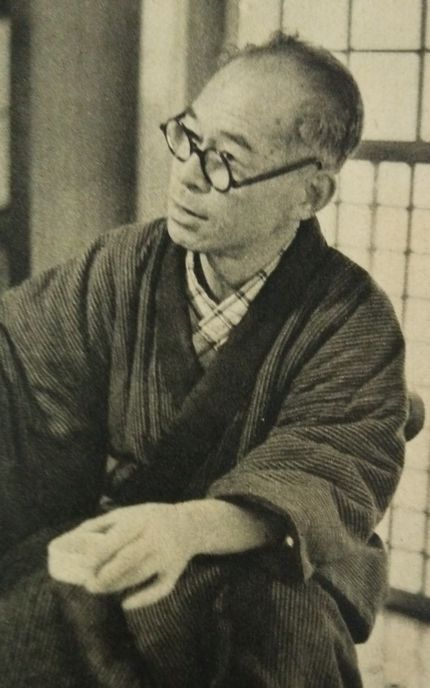
1955年

初山 滋（はつやま しげる、1897年（明治30年）7月10日 - 1973年（昭和48年）2月12日）は、童画画家
。本名は「繁蔵」。生涯にわたってひとつの画風に留まることのない自由奔放ぶりで知られる。
版画作品は二十数年にわたり、小学校の国語教科書の表紙に使われた。
主な作品に『たべるトンちゃん』（1937年）、『もず』（1967年）がある。

## 来歴
東京市浅草田原町（現・東京都台東区）で母・トクの子として生まれる。本名は初山繁蔵。初山姓をもつ父は既に他界しており、戸籍上は再婚した中島喜佐次郎の四男とされた。後に父の放蕩癖のため、初山トクとの養子縁組という形で姉とともに中島家から除籍した。
1906年に田島小学校を卒業。狩野派の日本画家・荒木探令
のもとで大和絵を学ぶが、3か月でやめる。金属商の小僧に転じたものの、いじめにあって家に戻る。翌年、神田今川橋の模様画工房・宇佐美のもとへ丁稚奉公に行き、着物の柄を描くようになる。
1910年、日本橋・三越の新柄募集に応じ、一等をとる。翌年には宇佐美をやめ、日本画家・井川洗厓の弟子となり風俗画を学ぶ。
1915年、巽画会に出品し、『盲人と春』が銀賞となる。文部省美術展覧会（文展）にも出品するが落選し、以後タブローをやめる。翌年には歌舞伎役者・坂東秀調のもとで世話になり、鉄砲を覚える。6月、『少年倶楽部』の口絵に「月下悲曲」が「初山田之助」の名で採用される。
1917年からは大彦美術染織研究所で働いた。1919年に創刊された『おとぎの世界』の嘱託社員となり、毎月表紙や口絵を描く。創刊号では「初山田之助」名だったが、第二号から滋のサインを使う。11月、15 - 16人の同志とともに劇団美術座を結成した。
1924年に橘銀行頭取の娘・西川澄子と結婚し、北豊島郡長崎町（現・豊島区）に移る。澄子との間には長女（1925年生）、次女（1927年生）、長男（1929年生）をもうけた。しかし、1935年に離婚し、子供を引き取って板橋区大谷口町に転居した。
この間、1927年には武井武雄、川上四郎、岡本帰一、深沢省三、村山知義、清水良雄らとともに日本童画家協会を結成する。翌年の協会第一回展に『姉妹』を出品した。また、同年には絵本『一寸法師』を出版する。1935年には傑作集『初山滋童画集』を刊行した。
1942年、名雪しづと再婚し、翌年に三女をもうける。
1944年には初山滋版画頒布会展を開催した。
1946年に日本童画会の創立メンバーとなる。
1950年から日本女子大学の非常勤講師に就任し、以降10年間児童画の講義をする。
1952年に第4回装幀美術展で1位となった。

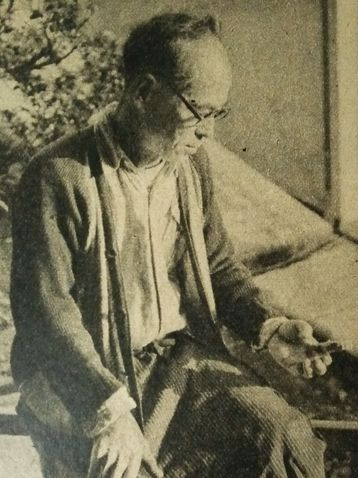
『アサヒグラフ』1952年

1967年には絵本『もず』を出版し、国際アンデルセン賞国内賞受賞。児童文化訪ソ団としてソビエト連邦を訪問した。
1972年に膀胱結石の手術を受け、脚が不自由になる。1973年1月11日、庭で焚き火をしていて倒れ込み、火傷を負って入院。2月12日、肺炎のため日本大学医学部附属板橋病院にて死去した。

## 賞歴
※展覧会は除く。
- 紫綬褒章 - 1966年
- 第1回モービル児童文化賞（ENEOS児童文化賞の前身） - 1966年

## 著書
- たべるトンちゃん 金蘭社 1937.12.
- 月の世 詩集 かへるや 1940
- ことりのうた フレーベル館 1971
- 初山滋作品集 国際版 講談社 1974
- 初山滋画集 講談社 1977.2
- 初山滋の世界 四季のメルヘン 新川和江 詩 講談社 1980.6
- 未明童話集挿絵集 トムズボックス 2007.11